# 멜리사 리
멜리사 지연 리(영어: Melissa Ji-Yun Lee, 1966년~) 또는 멜리사 이지연은 뉴질랜드의 정치인으로 현재 뉴질랜드 경제개발부 장관과 뉴질랜드 소수민족부 장관을 역임하고 있다. 한국어 이름은 이지연이며 1988년 뉴질랜드로 이민을 갔다.
2008년 뉴질랜드 총선에서 뉴질랜드 국민당 소속 대의원에 당선되었고 2023년 11월 뉴질랜드 경제개발부 장관, 뉴질랜드 소수민족부 장관, 뉴질랜드 미디어통신부 장관으로 임명되었다. 그녀는 2024년 4월 뉴질랜드 미디어통신부 장관에서 내려왔다.

## 생애
1966년 대한민국에서 태어나 말레이시아에서 어린 시절을 보낸 뒤 호주 디킨대학에서 커뮤니케이션학을 전공했고 1988년 뉴질랜드로 이민을 가 20년간 기자와 뉴스 앵커로 활동했다. 15년간 뉴질랜드의 공영 방송인 TVNZ에서 아시아인 문화와 이슈를 다룬 프로그램 진행자 및 프로듀서로 활동했다.
2008년 뉴질랜드 국민당 소속으로 처음 국회의원에 당선된 뒤 2020년에는 국민당 비례대표로 당선되면서 6선 국회의원이 되었다. 2023년 뉴질랜드 집행위원회 장관을 거쳐 2023년 11월 27일 뉴질랜드 새 정부 출범식에서 경제개발부, 소수민족부, 미디어통신부 등 3개 부서의 장관에 임명되었다. 그녀는 2024년 4월 뉴질랜드 미디어통신부 장관에서 내려왔다.